# Дулов
Дулов (слч. Dulov) насељено је мјесто са административним статусом сеоске општине (слч. obec) у округу Илава, у Тренчинском крају, Словачка Република.

## Становништво
| Година:    | 1994. | 2004.   | 2014.   | 2024.   |
| ---------- | ----- | ------- | ------- | ------- |
| Број људи: | 916   | 926     | 921     | 888     |
| Разлика:   |       | +1,09 % | -0,53 % | -3,58 % |

| Година:    | 2023. | 2024.   |
| ---------- | ----- | ------- |
| Број људи: | 899   | 888     |
| Разлика:   |       | -1,22 % |

Према подацима о броју становника из 2024. године насеље је имало 888 становника.